# كريستوفر هوبكينز
كريستوفر هوبكينز (بالإنجليزية: Christopher Hopkins)‏ هو مغني أمريكي، ولد في 24 يناير 1964.